# Eisai
Myōan Eisai/Yōsai (明菴栄西, 27. maj 1141 - 1. avgust 1215) je bil japonski budistični duhovnik. Velja za ustanovitelja veje zen budizma Linji, in sicer šole Rinzai na Japonskem. Ta zenovski pristop je predstavil leta 1191, po vrnitvi iz potovanja na Kitajsko med letoma 1187 in 1191. S tega potovanja je prinesel tudi semena zelenega čaja. Takrat ga je mojster Hsü an usmeril v šolo Linji. Ustanovil je tudi prvi Japonski zenovski tempelj Shōfuku-ji in Kennin-ji. Zaslužen je za spremembe budizma na Japonskem v 13. stoletju. Pogosto je znan preprosto kot Eisai/Yōsai Zenji (栄西禅師), "mojster zena Eisai".

## Življenjepis
Rodil se je v provinci Bitchū (današnja Okayama) očetu duhovniku. Duhovnik je postal tudi sam. Pri 14 letih, je bil posvečen v meniha sekte Tendai. Nezadovoljen z odnosom nekaterih menihov do budizma in njihovih zapriseg, se je leta 1168 odpravil na svoje prvo potovanje na goro Tiantai na Kitajskem. Kot mnogi drugi je verjel, da se tam nahaja rešitev notranjih težav budizma na Japonskem. V tamkajšnji sekti je spoznal, da je v takratnem kitajskem budizmu prevladovala šola čan (pozneje na Japonskem znana kot zen). To njegovo prvo potovanje na Kitajsko je trajalo šest mesecev. Leta 1187 vse je na vrnil na Kitajsko kot učenec Süana Huaichanga, mojstra veje Linji (Rinzai) v samostanu Jingde Si (Ching-te-ssu, 景德寺).
Po pridobitvi spričevala zenovskega učitelja se je Eisai leta 1191 vrnil na Japonsko. S seboj je prinesel zenovska pisma in semena zelenega čaja. Na Japonskem je začel aktivno širiti zen in druge nauke, ki jih je spoznal na Kitajskem. Ob obali Notranjega morja je začel ustanavljati manjše zenovske templje, najpomembnejši od teh je bil Šofuku-ji v Kjušu, znan kot prvi zenovski tempelj na Japonskem. Leta 1194 so menihi iz Enryakudži, ki so trdili, da se Eisai heretično ukvarja s poskusom vzpostavitve nove veje budizma na Japonskem, prepričali sodišče, da je izdalo odlok o prepovedi zena. Eisai je branil in zagovarjal zen budizem, v tistem času pa je napisal tudi Kōzen gokokuron (argumenti v prid širjenju zena kot obrambe države).
Eisai je počasi širil novo vero in si s skrbno diplomacijo poskušal pridobiti spoštovanje šole Tendai in cesarskega dvora. Ker se je soočal z včasih nasilnim nasprotovanjem tradicionalnih šol budizma, kot so Tendai, Šingon in Čista dežela, je Eisai leta 1199 zapustil Kjoto in odšel na severovzhod v Kamakuro. Tam so šogun Minamoto no Yoritomo in novi razred bojevnikov navdušeno pozdravili njegov nauk. Po Yorimotovi smrti mu je njegova vdova Hōjō Masako dovolila zgraditi Jufuku-ji, prvi zenovski tempelj v Kamakuri. Leta 1202 je postavil tempelj Kennin-ji v Kjotu na zemljišču, ki mu ga je podaril Yoritomojev sin Minamoto no Yoriie, tudi sam kamakurski šogun. 
Eisai je umrl leta 1215, star 74 let. Pokopan je na območju templja Kennin-ji. Pred smrtjo je še zadnjič obiskal Kamakuro, da je z novim šogunom Minamotom Sanetomom razpravljal o pomembnosti čaja. Do smrti se ni odrekel statusu meniha Tendai in se je do konca življenja še naprej ukvarjal z ezoteričnimi praksami. Čeprav mu pripisujejo prenos smeri Rinzai na Japonsko, so poznejši učitelji morali vzpostaviti izrazito japonski zen brez primesi učenj drugih šol. Med njegovimi učenci je bil Eihei Dōgen, ki je sam odpotoval na Kitajsko in se vrnil, da bi na Japonskem ustanovil šolo zena Sōt ō.

## Pot čaja
Eisai je zaslužen tudi za začetek tradicije pitja čaja na Japonskem, saj je s svojega drugega potovanja leta 1191 s Kitajske prinesel semena zelenega čaja, nato pa napisal tudi Knjigo čajne kulture (喫茶養生記, Kissa Yōjōki). Legenda pravi, da je semena posadil na vrtu Ishigamibo v Seburiyami v Hizenu, saj ga je ta lokacija najbolj spominjala na goro Tiantai, kjer je prvič izvedel za čaj.
Poleg svoje knjige je Eisai pritegnil pozornost še z enim dejanjem: čaj je uporabil je za zdravljenje šoguna Sanetoma. Zapis o tem zdravljenju najdemo v njegovi knjigi Azuma Kagami, v kateri razloži tudi, kako je s pomočjo čaja šoguna »ozdravil« »mačka«, torej slabo počutje zaradi pitja prevelikih količin alkohola.
Eisai se je bolj kot na vse drugo osredotočal na zdravilne vidike čaja, glavni razlog za to pa je bilo splošno prepričanje, da je svet v Mappōju, pozni dobi Dharme, v času tako imenovane izroditve Budinih zapovedi. To je bil namreč čas hudih spopadov na Japonskem, zato je imelo tako imenovanem »času Mappō« močno vlogo pri Eisaijevem širjenju uporabe čaja, saj je menil, da je zdravilo za številne bolezni, kar naj bi pomagalo prebroditi ta domnevno težak čas. Poleg vsega naštetega je bil čaj sprejet kot pomagalo pri meditaciji - zenovskim menihom naj pomagal skozi celoten proces ostati buden in zbran.
V Knjigi čajne kulture se večina besedila po predgovorih nanaša na uskladitev petih elementov kitajske znanosti (zemlja, ogenj, voda, les in kovina) s petimi glavnimi človeškimi organi (jetra, pljuča, srce, vranica in ledvice) in ustreznimi petimi okusi, ki jih ima vsak glavni organ raje (kislo, pekoče, grenko, sladko in slano). Eisai je trdil, da tradicionalna japonska hrana vsebuje izobilje vseh okusov, razen grenkega. Posledica njegove odsotnosti naj bi bila številne bolezni srca, za katerimi naj bi Japonci nadpovprečno trpeli. Eisai je trdil, da je zeleni čaj bistvenega pomena za zagotavljanje grenkega okusa in s tem ohranjanje zdravega srca.

## Spodbujanje zena za zaščito države
V japonskih obdobjih Nara in Heian je bil budizem uporabljen kot orodje za poenotenje prebivalstva države. Eisai je bil trdno prepričan, da bi moral biti zen budizem v pomoč pri zaščiti države. Pred tem je obstoječe budistične šole videl kot tiste, ki naj bi bile odgovorne za družbene konflikte.
V tistem času so bili za razširjanje ideje o enotni budistični Japonski uporabljeni trije glavni sveti spisi: Lotosova sutra, Sutra zlate svetlobe in Sutra humanega kralja (Ninnōkyō). Na Eisaijevo slavno pisno delo Kōzen gokokuron ali Spodbujanje zena za zaščito države je najmočneje vplival spis Ninnōkyō, v katerem je posebno izpostavljeno, da je "ohranitev budizma neločljivo povezana z ohranitvijo lastne države”. Kōzen gokokuron je bil poskus, da bi popravili uveljavljene šole budizma tako, v njem je bilo navedenih več primerov moralnih praks, njegov hkratni namen pa naj bi bil prepričati vojaške vladarje Minamoto, naj podprejo budizem in vladavino zena. Spis poziva, da se mora budizem vrniti k nekdanji morali in praksi. 
V Kōzen gokokuron je Eisai navedel štiri glavne argumente v prid zen budizmu: da je bistvo budizma; da ni nov nauk, ampak so ga sprejeli Saichō in drugi patriarhi budizma Tendai; da temelji na striktnem upoštevanju budističnih zapovedi in da bi njegovo širše sprejetje vodilo k pomladitvi budizma na Japonskem ter k blaginji in s tem večji varnosti države.
Eisaijevo pisanje temelji na ideji, da je budizem ključnega pomena za delovanje družbe. Spis Kōzen gokokuron je danes razumljen kot nacionalistična propaganda.